# Pinacyanoliodid
Pinacyanoliodid ist eine chemische Verbindung aus der Gruppe der Cyaninfarbstoffe. Der blaue Farbstoff war der erste Photosensibilisator für rotes Licht.

## Herstellung
Die Herstellung von Pinacyanoliodid wurde 1905 durch die Farbwerke vorm. Meister, Lucius & Brüning in Höchst a. M. patentiert. Dabei wird 1-Ethyl-2-methylchinoliniumiodid 1 mit Formaldehyd 2 in Gegenwart von Natronlauge kondensiert. Die bei der Kondensation primär entstehende Leukoverbindung 3 wird durch Luftsauerstoff zum Farbstoff 4 oxidiert.
Die Oxidation kann auch in saurem Medium mit Bleidioxid oder Chloranil erfolgen. Statt Formaldehyd können auch Verbindungen wie Dimethoxymethan, die leicht Formaldehyd abspalten, oder Chloroform, Bromoform und Iodoform eingesetzt werden. Werden Haloforme bei der Kondensation verwendet, ist eine Oxidation nicht erforderlich.
Bei dem in den 1920er Jahren üblichen Herstellprozess für Pinacyanoliodid wurden äquimolare Mengen 1-Ethyl-2-methylchinoliniumiodid und 1-Ethylchinoliniumiodid in kochendem Ethanol mit einem Überschuss Formaldehyd und Natriumhydroxid umgesetzt. Der auskristallisierte Farbstoff wurde aus Methanol oder Ethanol umkristallisiert. Die Ausbeute bei diesem Prozess lag bei maximal 21 %. Das eingesetzte 1-Ethylchinoliniumsalz wird bei dieser Umsetzung kein Farbstoffbestandteil, sondern bewirkt lediglich eine Erhöhung der Ausbeute.

## Eigenschaften
Die Konstitution des Farbstoffs wurde 1922 durch Walter König bewiesen, indem er den Farbstoff durch Umsetzung von 1-Ethyl-2-methylchinoliniumiodid mit Orthoameisensäuretriethylester in Gegenwart von Essigsäureanhydrid synthetisierte. Dieser Befund wurde durch die Darstellung von Pinacyanoliodid aus 1-Ethyl-2-methylenchinolin und Iodoform in Diethylether bestätigt.
Pinacyanoliodid ist ein Farbstoff mit einer schlechten Lichtechtheit.

## Verwendung
Aufgrund seiner geringen Lichtechtheit kann Pinacyanoliodid nicht in der Färberei verwendet werden. Eingesetzt wird der Farbstoff in der Mikroskopie und als photographischer Sensibilisator für Orange und Rot. Das Maximum der Sensibilisierung liegt bei 637 nm.

## Pinacyanole
Cyaninfarbstoffe, die durch Umsetzung von 1-Alkyl-2-methylchinaloniumsalzen mit Formaldehyd oder anderen Alkanalen erhältlich sind, werden als Pinacyanole bezeichnet.